# Max Warburg

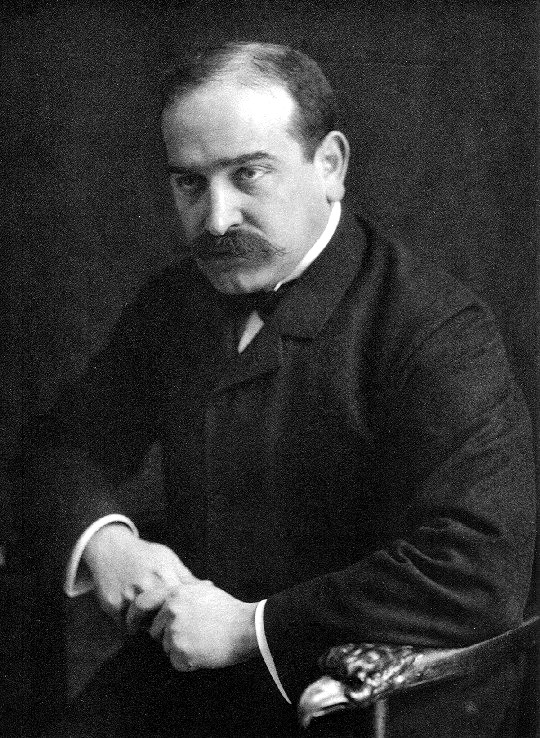
Max M. Warburg (1867–1946)

Max Moritz Warburg (* 5. Juni 1867 in Hamburg; † 26. Dezember 1946 in New York) war ein deutscher Bankier und Politiker und Spross der wohlhabenden deutsch-jüdischen Bankiersfamilie Warburg. Als Leiter und Teilhaber der Privatbank M. M. Warburg & Co. war Warburg einer der bedeutendsten Bankiers, Politikberater und Netzwerker seiner Zeit. 
Seine Brüder Paul Moritz Warburg, Felix Moritz Warburg und Fritz Moritz Warburg wirkten ebenfalls als international bedeutende Bankiers und Politikberater. Warburgs Bruder Aby Moritz Warburg war Kunsthistoriker und Gründer der renommierten Kulturwissenschaftlichen Bibliothek Warburg (K.B.W.), welche sich bis 1933 in Hamburg befand und dann nach London verlegt wurde.

## Biografie

### Familie
Warburg war der zweitälteste Sohn von Moritz M. Warburg (1838–1910), Teilhaber der familieneigenen Privatbank M. M. Warburg & Co., und Charlotte Esther Warburg (geb. Oppenheim; 1842–1921). Er stammte aus der Familie Mittelweg-Warburg, einer wohlhabenden, konservativen jüdischen Bankiersfamilie. Die Familie lebte am Grindelhof 1a im als „Klein-Jerusalem“ bekannten Viertel Grindel im Hamburger Stadtteil Rotherbaum. 1871 zog die Familie samt Kindermädchen, Köchin und Dienerschaft in eine Stadtvilla in den Mittelweg 17/Ecke Johnsallee nahe der Außenalster in einen etwas feineren Teil des Rotherbaum.
Seine Schwestern waren Mary Anna (1865), Olga Charlotte Kohn-Speyer (1873–1904) und Louisa Martha Derenberg (1879–1973). Seine Brüder Paul M. Warburg (1868–1932), Felix M. Warburg (1871–1937) und Fritz M. Warburg (1879–1964) wurden wie er international bedeutende Bankiers. Sein ältester Bruder Aby M. Warburg (1866–1929) wurde Kunsthistoriker und ist als Begründer der Kulturwissenschaftlichen Bibliothek Warburg in Hamburg, 1934 in London als Warburg Institute neu gegründet, bekannt geworden.
Warburg heiratete 1899 die aus Altona stammende Alice Magnus (1873–1960). Zunächst lebte das Ehepaar, allgemein aufgrund ihrer liebevollen Verbundenheit als „Malice“ bekannt, in einem alten Haus auf dem großen familieneigenen Grundstück Kösterberg im Elbvorort Hamburg-Blankenese. 1907 zog die Familie in eine Villa ans Alsterufer in der Nähe des heutigen Bahnhofs Hamburg Dammtor. Sie lebten im englischen Stil. Gespeist wurde in Frack und Abendkleid, Diener servierten mit weißen Handschuhen und Silberknöpfen. Warburg war Segler auf seiner auf den Namen seiner Frau ALICE getauften 21-Meter-Segeljacht und nahm an zahlreichen Elbregatten teil.
Sohn Eric M. Warburg (1900–1990) wurde ein international angesehener Bankier, Politikberater und vielfach ausgezeichneter Offizier der US Army, der nach dem Zweiten Weltkrieg die deutsch-amerikanische Lobbyorganisation Atlantik-Brücke und den American Council on Germany gründete.
Die Tochter Lola Nina Hahn-Warburg (1901–1989) war die Geliebte von Chaim Weizmann, dem damaligen Präsidenten der Zionistischen Weltorganisation und ersten Präsidenten des neu gegründeten Staates Israel. Zudem war Lola Nina Hahn-Warburg seit 1933 aktives Vorstandsmitglied in der Reichsvertretung der Juden in Deutschland und mit ihrer Schwester Anita Wolf-Warburg (1908–2008) in besonderer Weise bei der Betreuung deutsch-jüdischer Flüchtlinge in Großbritannien und vor allem bei den Kindertransporten 1938/39 engagiert. Durch die Verhandlungen einer Delegation von 1938 unter Leitung von Chaim Weizmann und Lola Hahn-Warburgs Beteiligung beim britischen Innenministerium gelang es, dass die britische Regierung und das britische Unterhaus eine unbegrenzte Anzahl von Kindern nach Großbritannien emigrieren ließen. Über 10.000 jüdische Kinder konnten so gerettet werden. Die dritte Tochter, Gisela Warburg Wyzanski (1912–1991), leitete zur Zeit des Nationalsozialismus in Berlin das Büro der Kinder- und Jugend-Alijah, emigrierte 1939 in die USA und engagierte sich dort als Vorstandsmitglied der Hadassah für den Zionismus.

### Schulzeit
Warburg galt als lebhaftes und lebenslustiges Kind. Er erhielt zunächst Privatunterricht, gefolgt von drei Jahren Vorschule in der Gelehrtenschule des Johanneums, und besuchte danach das Realgymnasium des Johanneums. Zusätzlich erhielt er privaten Klavier- und Reitunterricht und lernte Hebräisch an der Talmud-Tora-Schule. 1886 legte Warburg sein Abitur ab.
Als Max Warburg zwölf Jahre alt war, bot ihm sein älterer Bruder Aby M. Warburg das Recht des Erstgeborenen an, später einmal Teilhaber an der M. M. Warburg & Co. zu werden. Max nahm den Vorschlag an und musste dem kulturbeflissenen Aby im Gegenzug versprechen, ihm jederzeit alle Bücher zu kaufen, die er brauchte. Aus dem Versprechen ging die Kulturwissenschaftliche Bibliothek Warburg hervor, die seit 1933 Teil der University of London ist.
Mit zunehmendem Alter vernachlässigte Warburg im Gegensatz zu seiner streng jüdisch-orthodox lebenden Großmutter Sara Warburg (1804–1884) und den Eltern die jüdischen Gebräuche und „glaubt an vieles nicht, an das ein frommer Jude glauben sollte“.

### Ausbildung und Beruf
Warburg absolvierte nach dem Abitur 1886 eine zweijährige Lehre bei J. Dreyfus & Co. in Frankfurt am Main. Es folgte ein Volontariat bei Wertheim & Gompertz in Amsterdam.
Im Oktober 1888 trat Warburg ein freiwilliges Militärjahr beim III. Königlich Bayerischen Chevaulegers-Regiment in München an und wurde 1889 Vizefeldwebel und Offiziersaspirant. Die geplante Karriere als Berufsoffizier scheiterte an einem mutmaßlich antisemitisch motivierten Veto eines Vorgesetzten.
Infolgedessen konzentrierte Warburg sich wieder auf eine Bankierslaufbahn. 1890 ging er zur Banque Impériale Ottomane in Paris und besuchte Vorlesungen an der Sorbonne. 1891/92 wurde Warburg zu N M Rothschild & Sons in London gesandt. 1893 kehrte er als Kenner der europäischen Finanzwelt zurück in die Hamburger Bank M. M. Warburg & Co. und wurde dort Teilhaber. 1895 wurde auch Paul Teilhaber. Felix, der jüngere Bruder, wanderte in die USA aus und trat dort in die Bank Kuhn, Loeb & Co. ein.
Gemäß der Bedeutung des Bankhauses rückte Warburg in den Zentralausschuss bzw. Generalrat der Reichsbank auf und fungierte seit 1902 als Vorstandsmitglied des Zentralverbandes des Deutschen Bank- und Bankiersgewerbes in Berlin.
Auf wochenlangen Reisen durch die USA, Russland, Südafrika, Italien und Skandinavien leitete Warburg die auswärtigen Transaktionen der M. M. Warburg & Co. und entwickelte das Bankhaus zu einem Finanzinstitut mit Weltruf. Während einer Seereise nach Kapstadt erkrankte er schwer an der Ruhr und nahm zwanzig Kilogramm Körpergewicht ab. Danach reiste er mit einem Ingenieur nach Swasiland und besichtigte dort eine Zinnmine.
Unter Warburg wurde die Bilanzsumme der Bank verfünffacht und die Mitarbeiterzahl verdoppelt. Er schloss intensive Freundschaft mit dem erfolgreichen Reeder Albert Ballin, dem Generaldirektor der Hamburg-Amerikanischen Packetfahrt-Actien-Gesellschaft (HAPAG). Ballin war ebenfalls ein Spross der Warburg-Familie. Mit der Unterstützung der Warburg-Bank stieg die HAPAG zu einer der beiden größten Reedereien Deutschlands auf. Ab 1910 trat Warburg in den Aufsichtsrat bei der HAPAG ein. Auf Ballins Initiative wurde Warburg auch Aufsichtsrat bei der Hamburger Großwerft Blohm & Voss und wurde zu einem maßgeblichen Mann in der deutschen Schifffahrtsindustrie. Zudem gründeten er und Ballin 1908 die Cuxhavener Hochseefischerei AG, die sich in wenigen Jahren zum umsatzstärksten Fischanbieter Deutschlands entwickelte. Ab 1910 leitete er die Bank M. M. Warburg & Co. als Direktor und war trotz großer Probleme im Ersten Weltkrieg und in den folgenden Wirtschaftskrisen sehr erfolgreich.

### Politik
Im Kaiserreich nahm Warburg in der hamburgischen, deutschen und internationalen Politik eine wichtige Rolle ein. 1897 wurde er für fünf Jahre vom Senat zum Handelsrichter und 1902 in die Handelskammer gewählt. 1903 wurde Warburg in den Vorstand der Wertpapierbörse berufen und in den Vorstand des Zentralverbandes des Deutschen Bank- und Bankiersgewerbes. Vom Februar 1903 bis 1919 gehörte er der Hamburgischen Bürgerschaft an. Ebenfalls ab 1903 wurde Warburg Finanzberater für Kaiser Wilhelm II. 1908 wurde er Mitglied des Börsenausschusses in Berlin, nachdem er maßgeblich für eine Änderung des Börsengesetzes eingetreten war.
Mit dem gleichaltrigen späteren Reichsaußenminister Walther Rathenau verband Warburg eine freundschaftliche Bekanntschaft. 1910 wurde Warburg Vorstandsmitglied der Deutschen Kolonialgesellschaft in Hamburg. Warburg galt als „Big Linker“, einer der ganz Großen im personell verflochtenen Netzwerk der Wirtschaft und Politik. Er knüpfte Verbindungen zu ausländischen Regierungen. Im Juni 1914 gründete Warburg für Investitionen in Marokko mit dem deutsch-britischen Politiker und späteren Initiator der Balfour-Deklaration Lord Milner die Anglo-German-Bank – mit Zustimmung der deutschen und der britischen Regierung.
Zu Beginn des Ersten Weltkriegs lehnte Warburg das Angebot ab, als deutscher Botschafter nach Washington zu gehen. Die Nahrungsmittelknappheit veranlasste die Regierung, Nahrungsmittel aus dem Ausland einzuführen. Er wurde 1915 in den Beirat des Kriegsernährungsamtes gewählt. In Zusammenarbeit mit dem Reeder Ballin war er einer der Initiatoren der Zentral-Einkaufsgesellschaft und organisierte über die M. M. Warburg & Co. die Einfuhren, stellte Devisen zur Verfügung und leistete Vorauszahlungen. Die Bank, Warburg und Ballin ernteten für ihre Hilfsaktionen heftige Anfeindungen von amerikanischen Zionisten wie Louis Brandeis, die keinerlei Verständnis für den weiterhin bestehenden deutschen Patriotismus der jüdischen Geschäftsmänner hatten.

### Nach dem Ersten Weltkrieg
Nach dem Ersten Weltkrieg wurde Warburg am 12. März 1919 von Reichsminister Graf Rantzau als einer der sechs Hauptdelegierten für die Verhandlungen zum Friedensvertrag von Versailles bestellt. Er lehnte ab und nahm stattdessen als Sachverständiger an den Verhandlungen teil. Auf Empfehlung Warburgs wurde Carl Melchior, seit 1917 Teilhaber der M. M. Warburg & Co., als wirtschafts- und finanzpolitischer Vertreter einer der Hauptdelegierten der Friedensverhandlungen. Er und Melchior verließen jedoch ihre Delegationen, weil sie die Reparationsverpflichtungen gegenüber der Entente als unannehmbar ansahen. Wie auch die anderen Delegationsteilnehmer empfahlen sie der Reichsregierung, den Versailler Vertrag nicht zu unterzeichnen. Seine Tätigkeit trug ihm später heftige Angriffe von antisemitischer Seite ein. Aufgrund dieser Erfahrungen lehnte er alle Angebote ab, als Minister in ein Reichskabinett einzutreten.
In den 1920er Jahren wurde Melchior mehrfach von staatlicher Seite beauftragt, auf internationalen Konferenzen die deutschen Interessen mit dem Ziel zu vertreten, Deutschland von den Reparationszahlungen des Versailler Vertrags zu entlasten. Als Berater der deutschen Delegation nahm er an den Reparationskonferenzen in Brüssel (1920), Paris (1921), London (1921) und Genua (1922) teil.
Um den Außenhandel nach dem Ersten Weltkrieg zu fördern, entstand auf Initiative von Warburg und Paul von Mendelssohn-Bartholdy vom Berliner Bankhaus Mendelssohn & Co 1920 die Deutsche Warentreuhand AG. Warburg berief seinen Freund Merchant Banker und Senator a. D. August Lattmann in den Vorstand der Warentreuhand. Die Warentreuhand hatte, wie der Name verrät, ursprünglich das Ziel, Kredite auf Basis des juristischen Prinzips der Treuhand zu vermitteln. Das Prinzip der Sicherungsübereignung von Waren oder Inventar zur Absicherung von Krediten sollte vor allem deutschen Firmen helfen, dringend benötigte internationale Kredite zu bekommen. Das Unternehmen befasste sich, um die Waren zu bilanzieren, seit seiner Gründung auch mit der Wirtschaftsprüfung und wurde 1932 als Wirtschaftsprüfungsgesellschaft anerkannt. 1922 regte Warburg die Gründung des Übersee-Clubs in Hamburg an, der ebenfalls die internationalen Wirtschaftsbeziehungen Deutschlands verbessern sollte.
Warburg war seit 1924 Mitglied des Reichsbankrates. Nach der Machtergreifung der Nationalsozialisten musste er diesen aufgrund seiner jüdischen Herkunft nach 1933 verlassen. Die „repräsentativste deutsche Bankfirma“ M. M. Warburg & Co. galt 1928 im Hamburger Fremdenblatt als „die glücklichste und erfolgreichste Verkörperung besten hanseatischen Kaufmannsgeistes“. Er gehörte von 1925 bis 1931 dem Aufsichtsrat der Ende 1925 gegründeten I.G. Farben an und war 1932 in 20 Aufsichtsräten vertreten, 1933 war er noch in 14 und 1935 in 12 Gremien. Von 1923 bis 1937 war er im Aufsichtsrat der Hypothekenbank in Hamburg. Er war unter anderem im Aufsichtsrat der Reedereien Norddeutscher Lloyd in Bremen und der HAPAG. Schon Mitte 1933 musste er aus dem Aufsichtsrat der HAPAG ausscheiden. Bemerkenswert war seine Rede bei seiner Entlassung, die er selbst auf sich hielt, als ihn niemand vom Aufsichtsrat mit einer Rede verabschieden wollte: „Die große und mächtige deutsche Schifffahrt ist vornehmlich das Werk zweier Juden. Der eine ist der verstorbene Albert Ballin und der andere ist der Mann, der die Ehre hat, vor Ihnen zu stehen. … Wenn wir, die neuen Leute hier, jetzt gezwungen sind, uns von Ihnen, dem altbewährten Mitarbeiter, zu trennen, tragen wir die Schuld.“
Warburg war wegen seiner Verdienste um den Verein für Hamburgische Geschichte 1921 ehrenhalber der Status eines lebenslänglichen Mitglieds verliehen worden. Gleichwohl wurde ihm 1938 unter Verweis auf die Nürnberger Rassegesetze die Vereinsmitgliedschaft aberkannt.

### Fluchthelfer
Ab 1933 nahm Warburgs politische Bedeutung für die Juden in Deutschland stetig zu: Von 1935 bis 1938 fungierte er als Vorsitzender des 1901 gegründeten Hilfsvereins der deutschen Juden und als Ratsmitglied der Reichsvertretung der deutschen Juden. Mit großem persönlichen Engagement suchte er die Möglichkeit zur Emigration für Juden – vor allem in finanzieller Hinsicht – zu verbessern und knüpfte auch Kontakte zu Persönlichkeiten des NS-Staates. M. M. Warburg & Co. war sowohl an der Paltreu (Palästina Treuhand-Stelle der Juden in Deutschland GmbH) wie der Alltreu (Allgemeine Treuhandstelle für die jüdische Auswanderung GmbH) als Gesellschafter beteiligt, die emigrationswilligen Juden günstige Konditionen beim Devisentransfer ins Ausland gewährten. Nach 1933 gelang es ihm mit Hilfe des Vereins, seiner Bank und seiner Mitarbeiter, dass bis 1938 über 75.000 jüdische Bürger emigrieren konnten. Durch geschickte Vermögenstransfers gelang es der Organisation, den Flüchtigen wenigstens Teile ihres Besitzes zu erhalten.

### Emigration und Nachlass
Im Mai 1938 verließ Warburg aufgrund der Verfolgung von Menschen jüdischer Herkunft durch die Nationalsozialisten seinen Direktorenposten. Enttäuscht hielt der Bankier, der sich zeit seines Lebens als deutscher Patriot verstand, im Casinosaal vor den 200 verbliebenen Angestellten eine Abschiedsrede, die mit den Worten endete: „Wir wünschen Ihrer Arbeit Erfolg, zum Segen der Hansestadt Hamburg und zum Segen Deutschlands.“
Im August 1938 reiste Warburg in die USA und kehrte nach seiner Emigration nicht mehr zurück nach Deutschland. Die stille Beteiligung, die die Familie Warburg weiterhin an der Bank hielt, wurde bei Kriegsausbruch 1939 beschlagnahmt. Das Bankhaus musste am 27. Oktober 1941 auf Anweisung der Regierung des Deutschen Reiches in Brinckmann, Wirtz & Co. umfirmieren.
Nach Ende des Zweiten Weltkriegs erhielten die Teilhaber der M. M. Warburg & Co. ihre eingefrorenen Vermögen zurück. Max M. Warburgs gleichnamiger Enkel Max M. Warburg Jr. (* 1948 in New York) war ab 1982 in der sechsten Generation Teilhaber der M. M. Warburg & Co. und von 2014 bis Ende 2019 stellvertretender Aufsichtsratsvorsitzender.
In Hamburg-Rotherbaum ist seit 1947 die Warburgstraße nach Warburg benannt.

## Schriften
- „Viod“ (Vereinigung jüdischer Organisationen Deutschlands). In: Neue Jüdische Monatshefte. Jg. 2, Heft 14, 25. April 1918, S. 315–318.